# Павага, Анна Антоновна
Анна Антоновна Павага (род. 2 ноября 2009, Санкт-Петербург) — юная российская модель и актриса. Входит в число самых красивых детей мира.
Немецкая международная общественная телерадиокомпания Deutsche Welle назвала Анну Павагу одной из самых востребованных детских моделей в Европе и Азии, а издание Rheinische Post — одной из самых известных детских моделей в мире и всемирно известной детской моделью. Журнал Women Daily Magazine утверждает, что девочка — «новое чудо в мире моды, пришедшее из России». Фотографии Анны к 2018 году появились на обложках более тридцати известных модных журналов, таких, как Elle, L’Officiel, Harper’s Bazaar, Gala и Luna, Vogue Enfants. В девятилетнем возрасте она стала лицом французского дома моды, специализирующегося на выпуске одежды прет-а-порте, аксессуаров и парфюмерии Chloé.

## Биография
Когда Анне исполнилось два года, семья направилась в фотоателье, чтобы сделать снимки для семейного альбома. С согласия родителей фотограф Влада Елисеева снимки разместила в социальных сетях. Вскоре на родителей девочки обрушилась масса предложений от рекламных агентств. Мать Анны стала её менеджером в России. Она изучала в молодости туристический менеджмент, но, став матерью двоих детей, так и не работала по специальности. Она ведёт аккаунт дочери в Инстаграме с июля 2015 года, когда юной модели было всего четыре года. Фотографии Анны для него мать снимает сама. На декабрь 2017 года профиль Анны Паваги в Инстаграме насчитывал 464 000 подписчиков.
Карьерой юной модели также занимается агентство Евгении Немиро Macaronis Kids. В Италии её интересы представляет агентство Be Talent, а в Германии — Евгений Шахнович, представитель фирмы Children Worldwide Fashion. В интервью он говорил: «У Ани — талант, она себя очень естественно ведёт и во время съёмок, и на подиуме. Я уверен, что её ждет успешная карьера в сфере моды». В отношении фотосессий девочки существует строгий регламент: «Мы соблюдаем несколько важных правил. Аня не должна делать того, что ей не нравится. Мы стремимся избегать использования косметики во время фотосъёмок. Аня не снимается для журналов в нижнем бельё».
Анна снялась в ряде телевизионных рекламных роликах и получила несколько небольших ролей в кино. Аня Павага приняла участие в съёмках клипов группы «Марсель» «Настроение осень» и певицы Анны Малышевой «Маленький человек». Также девочка снялась в главной роли в ролике «Fun City» для Disney Channel.
В 2017 году петербурженка в европейских средствах массовой информации называлась самой красивой девочкой России. В 2018 году Анна Павага заняла второе место в рейтинге 50 «самых красивых детей мира», составленном французским журналом моды L’Officiel. Он был создан на основе оценки внешности детей, а также в соответствии с количеством обложек глянцевых журналов, на которых они были представлены, количеством подписчиков в Инстаграме и упоминаний их в СМИ.
В апреле 2018 года Анна Павага открыла показ детской коллекции Карла Лагерфельда в Виллихе. Она стала постоянной моделью для известных компаний Givenchy, Little Marc Jacobs, Dolce & Gabbana, Dsquared, DKNY, Vogue Enfants (этот журнал посвятил целую статью о карьере юной модели), Chobi Kids. Девочка активно сотрудничает с итальянским брендом детской одежды Il Gufo.
В июне 2021 года модель поступила в Академию Русского Балета им. А.Я. Вагановой

## Личная жизнь
Издание Daily Mail назвало Анну Павагу девочкой с кукольными чертами лица и серо-зелёными глазами (в другом месте они названы голубыми). Корреспондентка Rheinische Post Симона Майер утверждает, что в реальной жизни Анну сложно выделить из толпы.
Мать настаивает, что Анна ведёт жизнь обычной девочки: «Аня с большим удовольствием ходит в школу. Она — обычный ребёнок, на фотосессии мы выезжаем только во время школьных каникул или в выходные дни». Она поддерживает тесные отношения со старшим братом Михаилом (который также некоторое время был занят в модельном бизнесе, но затем увлёкся компьютерным дизайном), любит путешествовать, бывать на природе, изучает английский язык. Анна начала его учить ещё в частном детском саду, а будучи в двухмесячной поездке по Китаю, приступила к изучению китайского. Она занимается в балетной школе и художественной гимнастикой, у неё есть две собаки — Мия и Лия. Заработанные Анной деньги родители откладывают. Девочка мечтает построить на них приют для бездомных животных.
Примерами для себя девочка считает американскую модель Джиджи Хадид и актрису Анджелину Джоли. Анна сочиняет, а также записывает свои впечатления от поездок, что даёт основания матери предполагать, что дочь может избрать для себя профессию сценариста. Аня научилась делать кукол ручной работы и сама шьёт для них одежду. Девочка мечтает выучить немецкий язык. Екатерина Павага пристально следит за режимом дня дочери, в частности позирование и работа на подиуме продолжаются не более трёх часов в день. Во время путешествий в семейном багаже находятся школьные принадлежности, девочка выполняет домашние задания. Мать следит, чтобы Анна питалась домашней едой. Анна любит молоко, фрукты, супы, в поездках закупает немецкий шоколад в подарок для своих друзей в России. Любимые цвета девочки розовый и белый, мать отвечает за её прическу.

## Избранная фильмография
| Год  | Название фильма                                                       | Роль                     |
| ---- | --------------------------------------------------------------------- | ------------------------ |
| 2014 | Колыбель над бездной (Россия, режиссёр Михаил Колпахчиев, телесериал) | дочка Потаповых (эпизод) |